# Бенсон, Фред
Фред Бенсон (нидерл. Fred Benson), полное имя Фредуа Буади Бенсон Ерчиах (нидерл. Fredua Buadee Benson Erchiah; 10 апреля 1984, Аккра, Гана) — нидерландский футболист, игравший на позиции нападающего.

## Карьера

### Клубная
Свою футбольную карьеру Фред начал в Нидерландах, где он выступал в юношеских командах «Аякса», «Зебюргии», «Витесса» и «Амстелланда». С 2004 года выступал за основную команду «Витесс». C 2007 года играл в «Валвейке», за который провёл более ста матчей. В 2010 году был отдан в аренду в китайский клуб «Шаньдун Лунэн». В июле 2001 года подписал двухлетний контракт с гданьской «Лехией». В 2012 году перебрался в «Зволле», в составе которого выиграл Кубок Нидерландов сезона 2013/14.
В июне 2014 года подписал контракт с молдавским «Шерифом». Свой первый гол за тираспольский клуб Фред забил в ответной игре второго квалификационного раунда Лиги чемпионов 2014/15 против черногорской «Сутьески», итогом матча стала победа «Шерифа» со счётом 3:0. В январе 2015 года Бенсон покинул «Шериф», контракт был расторгнут по обоюдному согласию сторон. За время выступления в приднестровской команде голландец провёл 14 матчей, забил два мяча в Кубке Молдавии, и по одному в чемпионате и квалификации Лиги чемпионов. 22 января было объявлено о подписании контракта с «Рапидом» (Бухарест).

### В сборной
17 мая 2006 года провёл единственный матч в составе молодёжной сборной Нидерландов в матче против молодёжной сборной Германии. Тогда же был включен в состав сборной на Чемпионате Европы среди молодёжных команд, который его сборная выиграла.

## Достижения

### Клубные
«Валвейк»
- Победитель Первого дивизиона Нидерландов: 2010/11

ПЕК Зволле
- Обладатель Кубка Нидерландов: 2013/14

«Шериф»
- Финалист Суперкубка Молдавии: 2014

### В сборной
Нидерланды (до 21 года)
- Чемпион Европы среди молодёжных команд: 2006